# Arella Jácome
Arella Jácome Agnalt (Quito, Pichincha, Ecuador, 20 de agosto de 2004) es una futbolista ecuatoriana que juega como centrocampista y su actual equipo es el club Liga Deportiva Universitaria de Quito de la Súperliga Femenina de Ecuador.

## Biografía
Arella Jácome, conocida por sus familiares y amigos como “Are”, desde muy temprana edad estuvo siempre rodeada de un ambiente deportivo, motivo que le llevó a seguir los pasos de su familia destacándose en todas las disciplinas que ha practicado.
Sus inicios en el fútbol se dieron a los 7 años de edad, de la mano de su padre, el histórico zaguero albo Santiago Jácome, quien sería su inspiración y le enseñaría el amor por el rey de los deportes. A los 10 años, disputó su primer torneo con la selección de su colegio.
Además, tuvo preparación desde muy corta edad en la escuela LDU XMC, con el profesor Xavier Maldonado, allí ganó mucha experiencia al entrenar y jugar con niños.
Sus ganas y la buena destreza con la pelota, la llevó a formar parte de la selección Sub-18 femenino de su institución con tan solo 12 años. Asimismo, formó parte de los microciclos de la Selección Ecuatoriana de fútbol Sub-17, dirigida por la estratega Vanessa Arauz, quien al observar sus condiciones, la convocó al Sudamericano Sub-17 en Argentina, esta fue la primera experiencia internacional de Arella.
Después de su paso en la selección Sub-17, tomó la decisión de convertirse en una jugadora profesional, para este objetivo el equipo universitario sería su objetivo. En el 2018, realizó las pruebas en el plantel, pasando a formar parte de la categoría Sub-14 y Sub-16 de Liga de Quito, hasta llegar al equipo de primera de la mano de la profesora Jeny Herrera, ya en el equipo de primera, tuvo la fortuna de que el mismo Álex Aguinaga, le enseñe la técnica de golpear el balón con la parte interior del pie, al ejecutar los lanzamientos libres.
Además del fútbol, Arella siempre estuvo ligada al deporte. Llegó a formar parte de la Selección de Atletismo de Pichincha, ganó medallas de oro y plata en los 60 metros y en salto. Demostró una gran disciplina en todas las actividades que realizaba, sin embargo el tiempo no le alcanzó para llevar los dos deportes de la mano, teniendo que elegir entre el fútbol y el atletismo. 
Uno de los objetivos de Arella Jácome, a corto plazo, es conseguir el campeonato de la Súperliga Femenina de Ecuador, a p largo plazo, desea graduarse del colegio y conseguir una beca universitaria en un país del exterior, mantener el fútbol y los estudios de la mano.
Su sueño es salir del país, jugar en el F.C. Barcelona y disputar la Champions League Femenina.
Sus jugadores referentes son Leo Messi y Frenkie de Jong, mientras que en la categoría femenina admira a Aitana Bonmatí, Lieke Martens y Martha.

## Trayectoria

### Liga Deportiva Universitaria de Quito
Se inició como futbolista profesional en el año 2019, cuando la estratega Jeny Herrera la llamó para formar parte del primer equipo de Liga Deportiva Universitaria de Quito, club en el cual se mantiene hasta el día de hoy.

### Club Deportivo El Nacional
En el 2021 fue llamada para reforzar el Club Deportivo El Nacional, en miras a la participación de aquel equipo en la Copa Libertadores de América Femenina.

## Selección nacional
Ha sido internacional con la Selección femenina de fútbol de Ecuador tanto en la categoría absoluta como en juveniles.

## Clubes
| Club                         | País    | Año           | Part. | Goles |
| ---------------------------- | ------- | ------------- | ----- | ----- |
| Liga Deportiva Universitaria | Ecuador | 2019 - Actual |       | 18    |
| Club Deportivo El Nacional   | Ecuador | 2021          | 3     | 0     |
| Total                        | Total   | Total         |       | 18    |

Actualizado al 26 de abril del 2022.

## Palmarés

### Distinciones individuales
| Distinción                                    | Distinción | Equipo                       | Año  |
| --------------------------------------------- | ---------- | ---------------------------- | ---- |
| Mejor futbolista femenina de Pichincha        |            | LDU A                        | 2018 |
| Mejor gol de la Súperliga Femenina de Ecuador |            | Liga Deportiva Universitaria | 2020 |